# Kripke, Krasnoperekopsk
Kripke (în ucraineană Кріпке) este un sat în comuna Vîșnivka din raionul Krasnoperekopsk, Republica Autonomă Crimeea, Ucraina.

## Demografie
Componența lingvistică a localității Kripke
     Rusă (65,63%)
     Ucraineană (17,45%)
     Tătară crimeeană (16,41%)
     Alte limbi (0,26%)
Conform recensământului din 2001, majoritatea populației localității Kripke era vorbitoare de rusă (65,63%), existând în minoritate și vorbitori de ucraineană (17,45%) și tătară crimeeană (16,41%).